# Retention (Philosophie)
Der von Edmund Husserl (1859–1938) geprägte Begriff der Retention bezeichnet die Fähigkeit des Bewusstseins, neben den ihm zufließenden aktuellen Wahrnehmungen auch Wahrnehmungen des unmittelbar vorangegangenen Augenblicks festzuhalten. Husserl nennt diese Funktion auch „primäre Erinnerung“. 

## Retention bei Edmund Husserl
Husserl beschreibt diese Funktion des Bewusstseins am Beispiel des Musikhörens: Ohne die vorhergegangenen Noten ist es nicht möglich, ein Motiv oder Thema in der Musik zu erkennen. Durch die Retention werden die vorhergegangenen Höreindrücke im Bewusstsein gehalten und mit den augenblicklichen Eindrücken verbunden. Phänomenologisch ist somit die Retention nicht ein Erinnern, welches ja einen Sachverhalt aus der Vergangenheit vor-stellt und somit schon in einer gewissen Abständigkeit betrachtet, sondern eine Art der erinnernden Vergegenständlichung, Aktualisierung eines Aspektes, der zwar vergangen ist, aber in die Gegenwart hineinreicht.
Husserl sieht in diesem Aspekt eine notwendige Unterscheidung zum eigentlichen Erinnern. Eine weitere Art der Retention ist beispielsweise das Déjà-vu.

## Retention bei Ernst Cassirer
Ernst Cassirer gebraucht Husserls Begriff der Retention im Zusammenhang mit seinem kulturphilosophischen Ansatz einer Philosophie der symbolischen Formen. Cassirer bestimmt hier den Menschen als symbolisches Wesen, welches sich nicht wie andere Tiere durch ein Reiz-Reaktions-Schema auf seine Umwelt bezieht, sondern durch Symbole. Symbole sind im Laufe der Kulturgeschichte vom Menschen kontingent gebildete materielle Zeichen, sinnliche Formen mit einem Bedeutungsgehalt. Der Formgebungsprozeß, in welchem Symbole ausgebildet werden, ist dabei wesentlich auf Retention angewiesen, denn nur was sich für eine gewisse Dauer durchhält, kann sinnlich aus einem amorphen Zusammenhang mit seiner Umwelt herausgelöst werden. Etwa wird ein Ton nur deshalb als solcher empfunden, weil er sich über eine gewisse Zeit durchhält und nicht (wie im Falle des Rauschens) ein beliebiger und schneller Wechsel an Geräuschen stattfindet. 
Den Gesamtvorgang der Symbolisierung bezeichnet Cassirer als Prägnanzbildung. Sie besteht aus mehreren Momenten:
- Rekognition (Wiedererkennung)
- Präsentation (Präsenz des Physikalisch-sinnlichen.)
- Retention (Das Erlebnis bleibt für eine gewisse Dauer im Bewusstsein.)
- Repräsentation (Die Relation, welche Darstellendes und Dargestelltes verbindet: Sie ist für Cassirer eine grundlegende Leistung des Bewusstseins und vollzieht sich als eine ständige Bewegung zwischen beiden.)